# 第64师团 (日本陆军)
第64师团（だいろくじゅうよんしだん）是大日本帝國陸軍师团之一。

## 沿革
1943年5月，独立混成第12旅团及广岛師管下編成的諸部隊中在华中地区所編成的治安师团。同年7月10日完成整编后配属至第20軍，负责揚州、江北、鎮江、無錫地区的警備任务。1944年（昭和19年）3月，移动至湖南省長沙編入第11軍负责長沙的警備任务。
1944年10月，編入第20軍参加豫湘桂会战中的第二次豫湘桂会战。以後，在華南与中国軍持续交战，1945年（昭和20年）退进華中地区，在湖南省長沙负责防御準備之下迎来終战。

## 师团概要

### 歴代师团長
- 船引正之 中将：1943年6月10日 -

### 最終司令部構成
- 参謀長：齐藤敏雄大佐
  - 参謀：伊藤貞利中佐
- 高級副官：中尾音吉大尉

### 最終所属部隊
- 步兵第69旅团（广岛）：大岩实少将
  - 独立步兵第51大隊：黑田儀一少佐
  - 独立步兵第52大隊：樱井兵一大尉
  - 独立步兵第53大隊：衛藤勇大尉
  - 独立步兵第131大隊：香西裕少佐
- 步兵第70旅団（山口）：川勝郁郎少将
  - 独立步兵第54大隊：小林順一少佐
  - 独立步兵第55大隊：梶尾政一少佐
  - 独立步兵第132大隊：有馬典二少佐
  - 独立步兵第133大隊：桐谷幸昌少佐
- 第64师团通信隊：森繁太少佐
- 第64师团工兵隊：出射正大尉
- 第64师团輜重隊：江藤新吾少佐
- 第64师团野战医院：大坪巽軍医少佐
- 第64师团病馬廠：正井夏雄兽医大尉